# 火炬

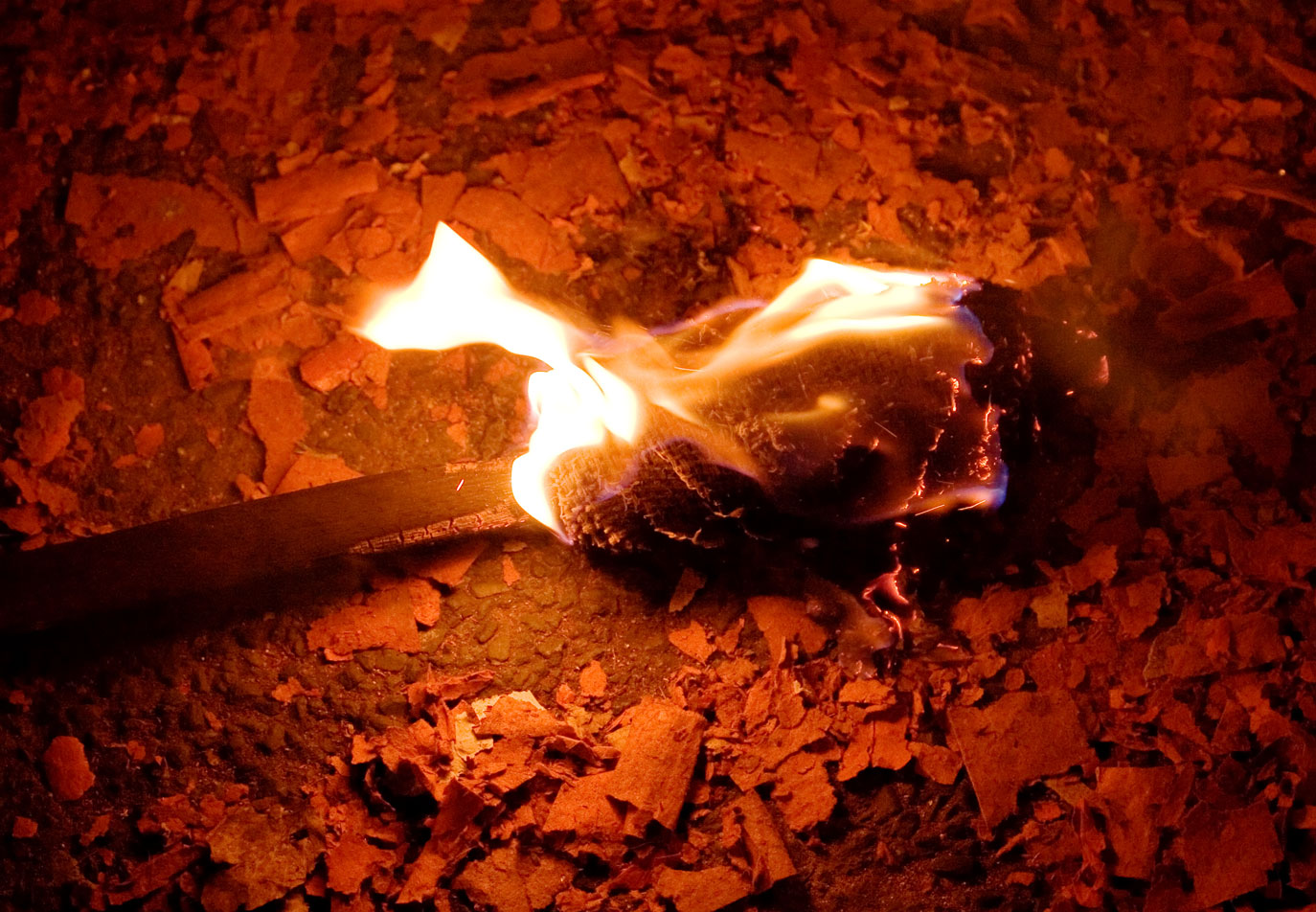
火炬

火炬，又称火把，是一种用来照明和传送火的工具。一般为木棒一端绑上易燃的物品（如浸有油脂或沥青等的破布）制成。在建筑内部使用的时候可以插在墙上的架子裡，野外使用则为手擎。传统上火炬象征着光明、启蒙。
火炬也是雜技丟擲技中使用的道具之一。在黑暗的背景下，飞动的火焰后面会拖曳一条光亮的痕跡，因而格外引人注意。

## 另見
- List of light sources
- Blowtorch

## 外部連結
- Picture of non-freestanding torches Antique Liturgical Torches in Procession
- Picture of non-freestanding torches Antique Liturgical Torches in Procession